# フェルナンド・カセレス
フェルナンド・ガブリエル・カセレス（Fernando Gabriel Cáceres, 1969年2月7日 - ）は、アルゼンチン・ブエノスアイレス出身の元同国代表サッカー選手。ポジションはディフェンダー。

## 来歴
現役時代はアルゼンチンリーグ、スペインリーグなどで活躍し、アルゼンチンリーグ、コパ・デル・レイ、UEFAカップウィナーズカップなどで優勝した。アルゼンチン代表では1985年に南米U-17選手権で優勝したほか、コパ・アメリカ1993、1994 FIFAワールドカップ、コパ・アメリカ1995に招集され、コパ・アメリカ1993で優勝した。
2009年11月、ブエノスアイレス郊外で強盗に右目を撃たれ意識不明の重体に陥いったものの、回復し一命をとりとめた。

## 代表歴

### 出場大会
- アルゼンチン代表
  - 1994 FIFAワールドカップ

### 試合数
- 国際Aマッチ 24試合 1得点（1992年-1997年）[1]

| アルゼンチン代表 | 国際Aマッチ | 国際Aマッチ |
| 年               | 出場        | 得点        |
| ---------------- | ----------- | ----------- |
| 1992             | 1           | 0           |
| 1993             | 6           | 0           |
| 1994             | 6           | 0           |
| 1995             | 8           | 0           |
| 1996             | 2           | 0           |
| 1997             | 1           | 1           |
| 通算             | 24          | 1           |